# Анастасія Пренко
Анастасія Пренко (нар. 12 березня 1993) — колишня туркменська тенісистка.
Найвищу одиночну позицію світового рейтингу — 536 місце досягла 3 травня 2010, парну — 529 місце — 24 жовтня 2011 року.
Здобула 1 парний титул туру ITF.

## Фінали ITF

### Парний розряд: 4 (1–3)
| Легенда          |
| ---------------- |
| Турніри $100,000 |
| Турніри $75,000  |
| Турніри $50,000  |
| Турніри $25,000  |
| Турніри $10,000  |

| Фінали за покриттям |
| ------------------- |
| Тверде (1–2)        |
| Ґрунт (0–1)         |
| Трава (0–0)         |
| Килим (0–0)         |

| Результат | W–L | Дата     | Турнір                    | Рівень | Покриття   | Партнерка           | Суперниці                                | Рахунок             |
| --------- | --- | -------- | ------------------------- | ------ | ---------- | ------------------- | ---------------------------------------- | ------------------- |
| Поразка   | 0–1 | Кві 2010 | ITF Алмати, Казахстан     | 10,000 | Тверде (i) | Ксенія Палкіна      | Євгенія Пашкова Марія Жаркова            | 6–3, 6–7(9), [7–10] |
| Перемога  | 1–1 | Бер 2011 | ITF Нур-Султан, Казахстан | 10,000 | Тверде (i) | Катерина Яшина      | Nadezda Gorbachkova Ekaterina Pushkareva | 6–4, 7–5            |
| Поразка   | 1–2 | Лип 2011 | ITF Фергана, Узбекистан   | 25,000 | Тверде     | Елізавета Немчинов  | Нігіна Абдураїмова Альбіна Хабібуліна    | 3–6, 3–6            |
| Поразка   | 1–3 | Вер 2011 | ITF Тбілісі, Джорджія     | 10,000 | Ґрунт      | Вікторія Ємельянова | Софія Квацабая Татія Мікадзе             | 1–6, 3–6            |